# 武汉二环线

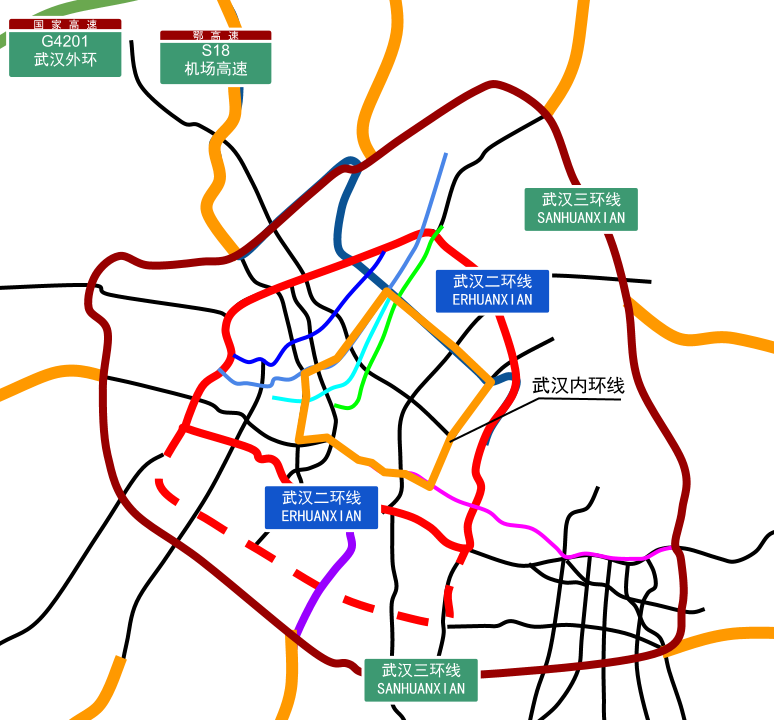
图中大红色的环状线路为武汉二环线，虚线部分为旧方案

武汉二环线是武汉市内的一条环线快速路，设计全长48公里。其布置在武汉城市中心区的外围，旨在为区域内商业服务、商务办公、金融会展等功能区提供快速客货交通功能。目前除南环汉阳、武昌的一部分未完成外，已经完成了汉口部分及武昌的大部分二环线路、以及作为二环一部分的武汉二七长江大桥的建设。

## 历史
二环线曾经有另外一种走向，即在南环部分不走鹦鹉洲长江大桥，而是走其上游的杨泗港长江大桥。